# 성남시중원도서관
성남시중원도서관(Seongnam Jungwon Library)은 경기도 성남시 중원구 성남동에 소재한 시립 공공 도서관이다. 2000년 5월 2일에 개관하였고, 성남도시개발공사가 위탁 운영하고 있다.

## 연혁
성남시중원도서관은 2000년 5월 2일에 개관하였다. 개관 전인 2000년 4월 1일에 성남시시설관리공단에 관리와 운영이 위탁되었고, 2014년 1월 1일 성남도시개발공사가 출범함에 따라 운영 주체가 성남시시설관리공단에서 성남도시개발공사로 변경되었다.

## 수상
- 2009. 10. 27 : 문화체육관광부장관상 수상 (2009.전국도서관운영평가)
- 2012.  2.  1 : 무한봉사부문 우수상 수상 (2011.경기도도서관평가)
- 2012. 10. 19 : 국무총리상 수상 (2012.전국도서관운영평가)
- 2013. 10. 25 : 문화체육관광부장관상 수상 (2013.전국도서관운영평가)
- 2017. 11. 23 : 국립중앙도서관장상 특별상 (2017.공공도서관 협력업무 유공)
- 2020. 11. 26 : 문화체육관광부장관상 수상(2020.도서관빅데이터우수활용사례)
- 2021. 12. 03 : 문화체육관광부장관상 수상(2021.어린이청소년도서관 발전 유공)
- 2022. 11. 16 : 국립장애인도서관장상 수상(2022. 도서관 장애인서비스 우수사례)

## 같이 보기
- 성남시수정도서관